# ۷۱۳ (قمری)
۷۱۳ (قمری)، هفتصد و سیزدهمین سال در گاهشماری هجری قمری است. اول محرم این سال برابر با ششم مه سال ۱۳۱۳ میلادی است.